# IMOT

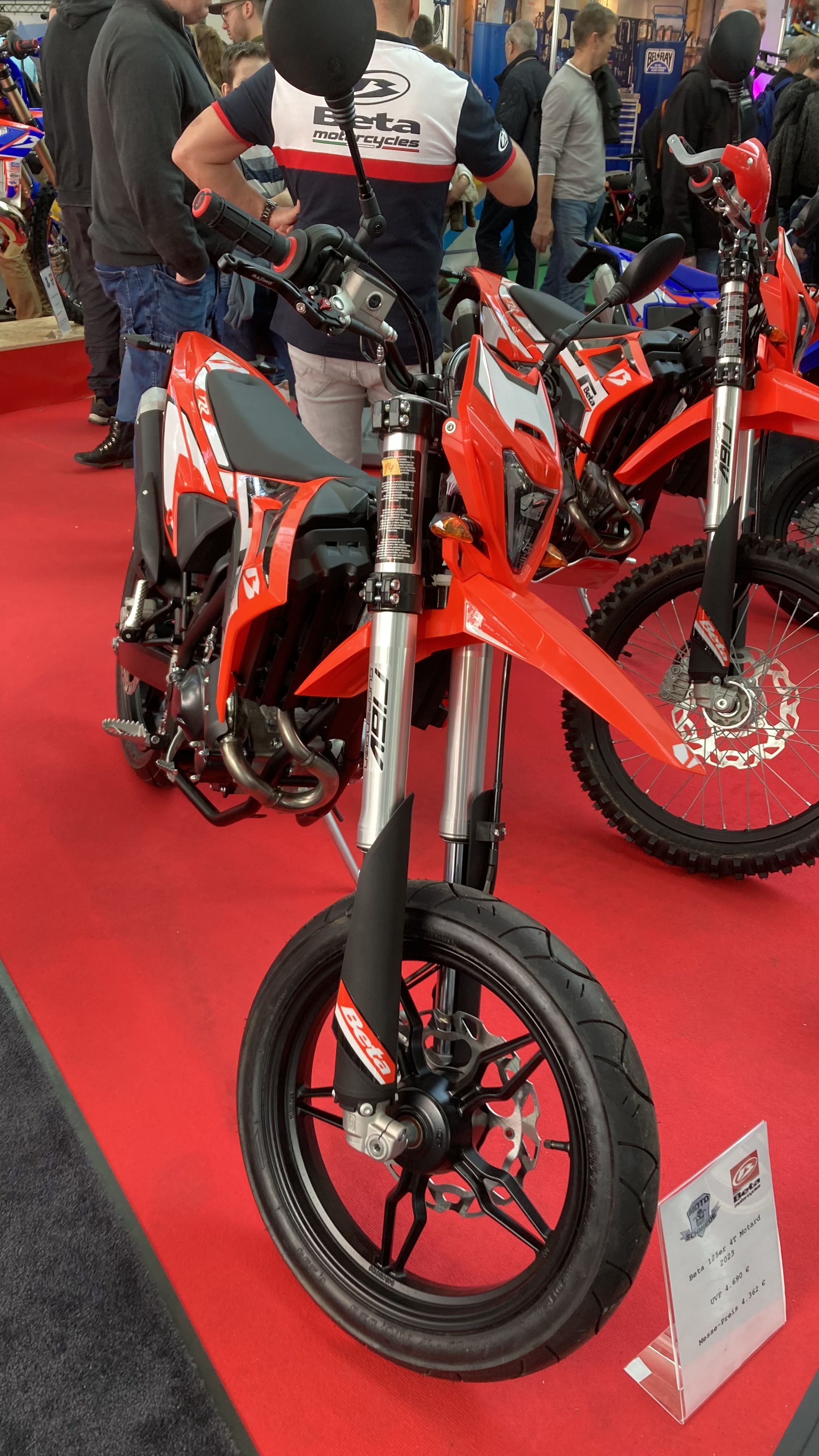
Ein 125 cm^{3}-Motorrad von Beta auf der IMOT.

Die Internationale Motorrad Ausstellung (IMOT) ist eine Messe für motorisierte Zweiräder, Dreiräder und ATVs. Sie richtet sich sowohl an Fach- als auch an Privatbesucher und findet jährlich im Februar in München statt.

## Geschichte
Die IMOT begann 1994, damals noch am MOC in München-Freimann. Nachdem die Messe aufgrund der Covid-19-Pandemie in den Jahren 2021 und 2022 ausgefallen war, fand sie 2023 erstmals in der deutlich größeren Messe München in Riem statt. Dort erstreckt sich die IMOT auf etwa 20.000 m2 Ausstellungsfläche, verteilt auf zwei Hallen. Seitdem findet die Messe parallel zu ihren Partnermessen, der Reise- und Freizeitmesse F.re.e sowie den Münchner Autotagen, statt. Diese sind in den benachbarten Hallen untergebracht und können ohne zusätzliches Ticket besucht werden. Dadurch konnte die Besucherzahl mehr als verdoppelt werden. Während im MOC rund 60.000 Besucher kamen, lockte der neue Standort über 160.000 Besucher an. Die IMOT dauert stets drei Tage.

## Programm
Neben den Messeständen der Motorradhersteller präsentieren auch Aussteller ihre Angebote rund um das Thema Motorrad. Dazu gehören Reise- und Freizeitangebote, Motorradhotels, Motorradbekleidung und Zubehör. Zudem gibt es Shows zur Vorstellung neuer Modelle sowie die Möglichkeit für Besucher, selbst aktiv zu werden. Auf der Messe können E-Trial-Parcours befahren und Probefahrten mit Motorollern und Motorrädern absolviert werden – teils sogar ohne Führerschein. Medienpartner der IMOT ist der Hörfunksender Rock Antenne, der in der Regel mit einer eigenen Bühne vertreten ist. Dort finden Interviews mit Herstellern und Motorradtunern statt.

## Wissenswertes
Sie ist nach der Intermot in Köln die zweitgrößte Motorradmesse Deutschlands und zugleich die größte in Süddeutschland. Organisiert wird die Veranstaltung von der IMOT Messe und Veranstaltungs GmbH.